# Flengi
Flengi – wieś w Chorwacji, w żupanii istryjskiej, w gminie Vrsar. W 2011 roku liczyła 154 mieszkańców.